# Francesco Romano
Francesco Romano (Saviano, 25 aprile 1960) è un procuratore sportivo ed ex calciatore italiano, di ruolo centrocampista.

## Carriera

### Giocatore

#### Club
Trasferitosi ancora in giovane età con la famiglia a Reggio Emilia, entra nelle giovanili della Reggiana nel 1974. Con i "Granata" debuttò nel 1977, a soli 17 anni, in Serie C.
Su segnalazione di Edmondo Fabbri fu ingaggiato dal Milan, squadra con la quale disputò quattro campionati; a seguito di un grave infortunio non trovò più spazio in squadra e fu ceduto alla Triestina nel 1983, club con il quale sfiorò la promozione in Serie A.
Nell'ottobre 1986 passa al Napoli allenato da Ottavio Bianchi, per 2,1 miliardi di lire; la squadra a fine stagione conquista il primo scudetto della storia. Segna in Napoli-Juventus il goal del definitivo 2-1.
Nel 1989 si trasferì al Torino per due stagioni, poi al Venezia per ulteriori due stagioni. Dopo una stagione nuovamente alla Triestina e chiuse la carriera nel 1995 con la maglia del Palazzolo.

#### Nazionale
In Nazionale fu tra i convocati di Azeglio Vicini per il campionato d'Europa 1988 in Germania Ovest, ma non fu mai utilizzato.
Tra le presenze nelle altre selezioni nazionali, figurano la U-21 (esordio il 12 novembre 1981) e l'Olimpica allenata da Dino Zoff (esordio il 14 gennaio 1987 a Patrasso contro la pari categoria della Grecia).

### Dopo il ritiro
Appesi gli scarpini al chiodo, intraprende la carriera di procuratore sportivo.
Fa parte dell'IFA di Giuseppe Bonetto, che cura gli interessi di molti calciatori professionisti.

## Palmarès

### Club

#### Competizioni nazionali
- Campionato italiano di Serie B: 3

Milan: 1980-1981, 1982-1983
Torino: 1989-1990
- Campionato italiano: 1

Napoli: 1986-1987
- Coppa Italia: 1

Napoli: 1986-1987
- Coppa Italia Serie C: 1

Triestina: 1993-1994

#### Competizioni internazionali
- Coppa Mitropa: 2

Milan: 1981-1982
Torino: 1991
- Coppa UEFA: 1

Napoli: 1988-1989